# No.5 (アルバム)
『No.5』（ナンバーファイブ）はモーニング娘。の5枚目のアルバム。

## 内容
- 「Do it! Now」は後藤真希在籍の作品であるが、「がんばっちゃえ!」は、モーニング娘。・ハロー!プロジェクト・キッズ・後藤真希（卒業後）の共演作である。
- 保田圭、安倍なつみ参加ラストアルバム。
- このアルバムが発売される前に加入した6期メンバーは参加していない。
- このアルバムが発売される前に発売されたシングル曲「モーニング娘。のひょっこりひょうたん島」は収録されていない。

## 収録曲
1. intro
（作曲：つんく）
曲自体は次曲「Do it! Now」の抜粋で、演奏時間は約9秒とモーニング娘。の曲では史上最短。
2. Do it! Now
（作詞・作曲：つんく　編曲：鈴木Daichi秀行）
15thシングル。後藤真希参加ラストシングル。
3. TOP!
（作詞・作曲：つんく　編曲：守尾崇）
4. 友達（♀）が気に入っている男からの伝言
（作詞・作曲：つんく　編曲：渡部チェル）
5. ここにいるぜぇ!
（作詞・作曲：つんく　編曲：鈴木Daichi秀行）
16thシングル。
6. 「すっごい仲間」
（作詞・作曲：つんく　編曲：ダンス☆マン）
ダンス☆マンが編曲を担当した最後の作品。
7. 強気で行こうぜ!
（作詞・作曲：つんく　編曲：鈴木俊介）
8. 女神〜Mousseな優しさ〜 (Original Long Ver.)
（作詞・作曲：つんく　編曲：小西貴雄　歌：Venus Mousse）
「ムースポッキー」のCMソングのフルバージョン。
9. YES! POCKY GIRLS (Original Long Ver.)
（作詞・作曲：つんく　編曲：高橋諭一　歌：POCKY GIRLS）
「ポッキー」のCMソングのフルバージョン。
10. HEY! 未来
（作詞・作曲：つんく　編曲：酒井ミキオ）
映画仔犬ダンの物語主題歌。
11. がんばっちゃえ!
（作詞・作曲：つんく　編曲：TATOO　歌：モーニング娘。とハロー!プロジェクト・キッズ＋後藤真希）
映画仔犬ダンの物語主題歌。
12. 「すごく好きなのに…ね」
（作詞・作曲：つんく　編曲：酒井ミキオ）
13. 卒業旅行〜モーニング娘。旅立つ人に贈る唄〜
（作詞・作曲：つんく　編曲：河野伸）
当時卒業を発表していた保田圭のために作られた曲。歌詞の元になったのは、彼女の卒業を祝って保田本人と矢口真里、石川梨華の3人がプライベートで行った温泉旅行である。

## 参加メンバー
- 1期：飯田圭織、安倍なつみ
- 2期：保田圭、矢口真里
- 3期：後藤真希
- 4期：石川梨華、吉澤ひとみ、辻希美、加護亜依
- 5期：高橋愛、紺野あさ美、小川麻琴、新垣里沙

## 参加ミュージシャン
- 山本拓夫 - サックス
- 稲葉貴子 - コーラス